# Sandford Fleming
Sandford Fleming (ur. 7 stycznia 1827 w Kirkcaldy, zm. 22 lipca 1915 w Halifax) – szkocko-kanadyjski inżynier i wynalazca. Zasłynął z wprowadzenia czasu uniwersalnego i stref czasowych. Twórca pierwszego kanadyjskiego znaczka pocztowego. Zainicjował szeroko zakrojone projekty miernicze i kartograficzne w Kanadzie. Główny inżynier budowy Kolei Interkolonialnej.
Fleming urodził się w Szkocji i w wieku 17 lat wraz ze starszym bratem wyemigrował do Kanady. Już jako młodzieniec miał olbrzymie zdolności wynalazcze. Jednym z jego pierwszych projektów były łyżwy z rolkami, które są uznawane za pierwsze wrotki. Będąc zatrudnionym jako mierniczy pracował dla różnych przedsiębiorstw, głównie kolejowych. W 1849 założył Royal Canadian Institute – Kanadyjski Królewski Instytut, mający za zadanie krzewienie nauki, technologii i wynalazczości. W 1851 zaprojektował pierwszy kanadyjski znaczek pocztowy – słynnego Threepenny Beaver – „trzypensowego bobra”.

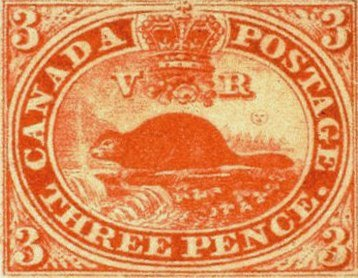
Pierwszy znaczek kanadyjski, zaprojektowany przez Fleminga, przedstawia bobra – nieoficjalny symbol tego kraju

Czerpiąc doświadczenia z pracy w kolejnictwie, rozpoczął promowanie rozwoju linii kolejowych w Kanadzie. Już w 1858 wysunął, niemożliwy wówczas do zrealizowania, projekt transkontynentalnej kolei. Zamiast tego został głównym inżynierem budowy wielu linii kolejowych we wschodniej Kanadzie, między innymi Kolei Interkolonialnej. W czasie projektowania i budowy linii kolejowych niestrudzenie stał na stanowisku budowy stalowych mostów i wiaduktów zamiast, jak to było w ówczesnej praktyce, drewnianych. W 1885 został członkiem zarządu Canadian Pacific Company – przedsiębiorstwa kolejowego zarządzającego Koleją Transkanadyjską. Był obecny przy uroczystości wbijania „ostatniego gwoździa” kończącego budowę tej linii kolejowej.
W 1878 po tym, jak spóźnił się na pociąg, przyszedł mu do głowy pomysł czasu uniwersalnego i stref czasowych. Zreferował go na konferencji Kanadyjskiego Królewskiego Instytutu. Pomysł przyjęto z zainteresowaniem. Od tego czasu Fleming z wielką energią zabrał się do wprowadzenia swojej idei w życie. W 1884 system ten został zaakceptowany na całym świecie. Był także pomysłodawcą i promotorem połączenia Ameryki Północnej i Wielkiej Brytanii transatlantyckim kablem telegraficznym. Projekt ten został ukończony w 1902.
W 1880 został rektorem Queen’s University w Kingston. Za swe osiągnięcia dostał tytuł szlachecki od królowej Wiktorii w 1897. Ostatnie lata swego życia Sandford Fleming spędził w Halifaksie. Swoją posiadłość zapisał w spadku miastu. Utworzono z niej publiczny park Dingle Park.